# ヴァンデ・バーラト急行
ヴァンデ・バーラト急行（ヴァンデ・バーラトきゅうこう、英語: Vande Bharat Express、ヒンディー語: वंदे भारत एक्सप्रेस）は、インド鉄道の列車種別の1つ。都市間長距離列車の高速化を目的に設定された優等列車で、営業最高速度160 km/hの性能を有する電車が用いられ、準高速列車（Semi High Speed Train）と位置づけられる事もある。愛称の「ヴァンデ・バーラト（वंदे भारत）」はヒンディー語で「インドへの敬礼」を意味しており、計画当初はトレイン18（Train 18）と呼ばれていた。

## 歴史
イギリス領インド帝国時代から長期に渡り、最高速度が96 km/hに制限され続けていたインドの鉄道網は、1960年代以降本格的な高速運転を目標とした車両の開発や施設の改良が行われるようになり、1969年に登場した最高速度120 km/hのラージダーニー急行を皮切りに列車の高速化が進行した。そして2016年にはガティマン急行が旅客列車としては最高速度となる160 km/hを記録した。
一方、更なる高速化を求めたインド鉄道は、2010年代以降客車列車よりも加速度に優れた電車を用いた車両の開発を進めるようになった。当初は国外企業とのコンソーシアムによる開発を検討していたが、最終的にインド政府が推進する製造業振興事業「メイク・イン・インディア」の一環として、インド国内企業による開発を進める事となり、2018年にプロジェクトが発表された。そして、試運転を経て2019年2月15日、ナレンドラ・モディ首相を招いた出発式が行われ、「ヴァンデ・バーラト急行」の営業運転が開始された。
その後、入札に関する不正の指摘や新型コロナウイルス感染症の影響から車両の増備が一時途絶えていたが、2022年以降改良を施した車両の量産が開始され、それに合わせてヴァンデ・バーラト急行の運行範囲の拡大も継続して行われている。

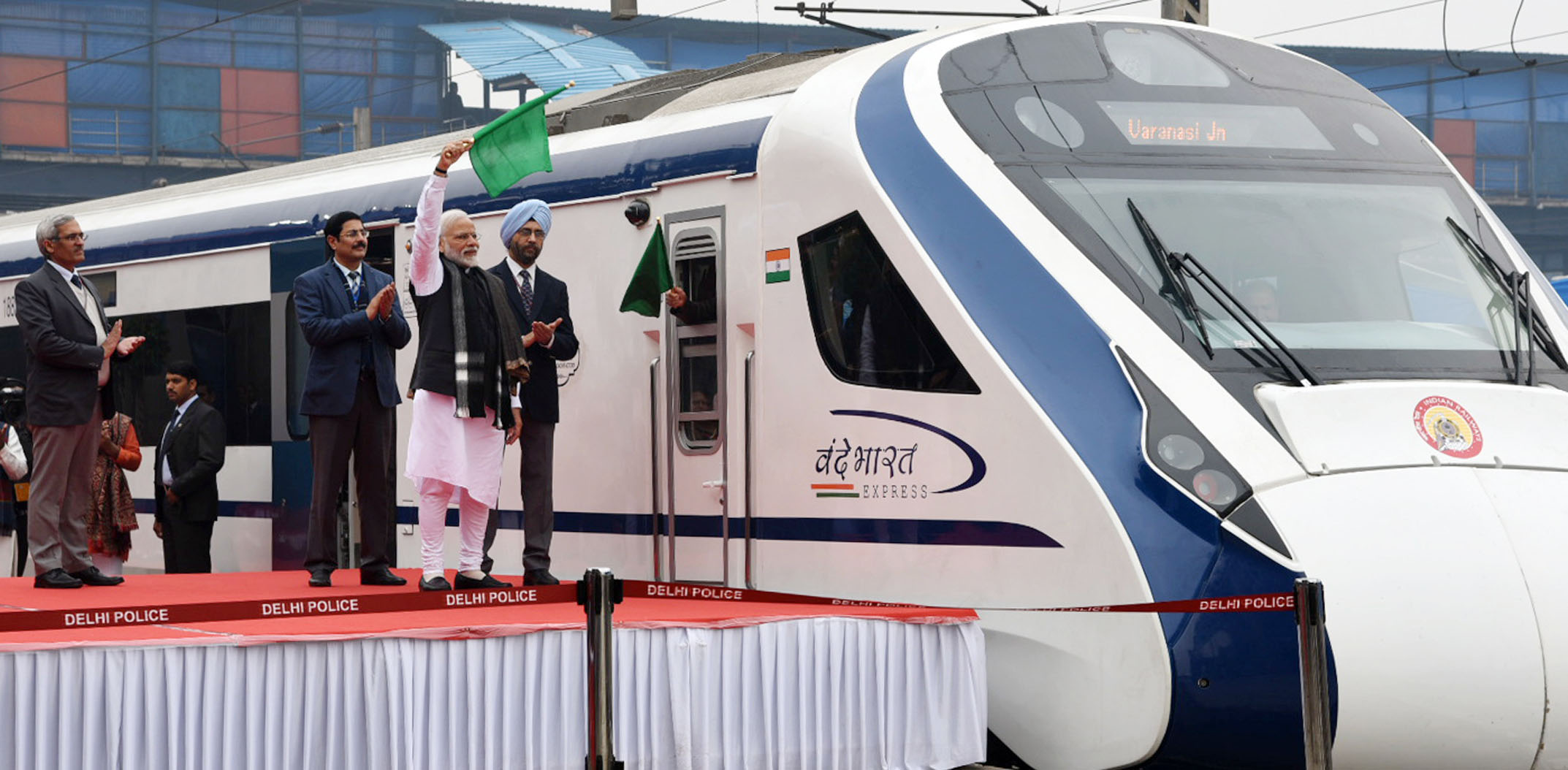
ヴァンデ・バーラト急行の一番列車の出発式（2019年撮影）

## 車両
ヴァンデ・バーラト急行に用いられる車両は、インドの鉄道車両メーカーである インテグラル・コーチ・ファクトリー（Integral Coach Factory、ICF）が開発した、設計最高速度180 km/hの長距離用電車である。4両を1ユニットとした上で複数のユニットを連結する編成を組んでおり、2024年現在は使用される路線の旅客需要に応じ、8両編成、16両編成、20両編成が導入されている。主電動機を搭載した車両（電動車）を複数連結した動力分散方式を採用しており、既存の機関車牽引の列車（動力集中方式）と比較して加速度が向上している。営業最高速度は160 km/hだが最大180 km/hで走行可能な性能を有しており、試運転ではそれを上回る183 km/hの速度を記録している。
2019年に最初の2編成が営業運転に投入された後、2022年以降は機器や車体、車内レイアウトに改良を施した編成の量産が進められている。

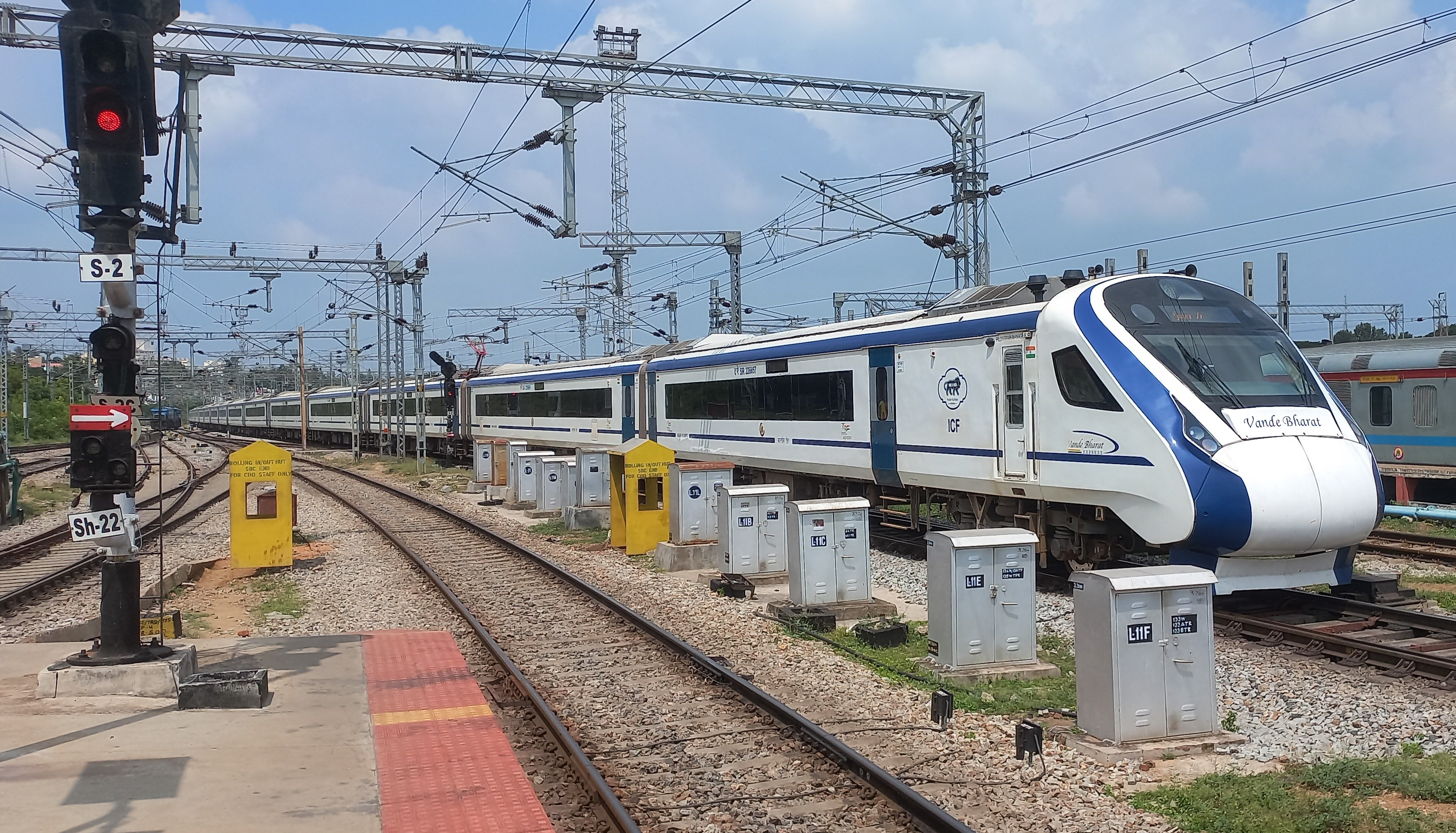
16両編成（2023年撮影）
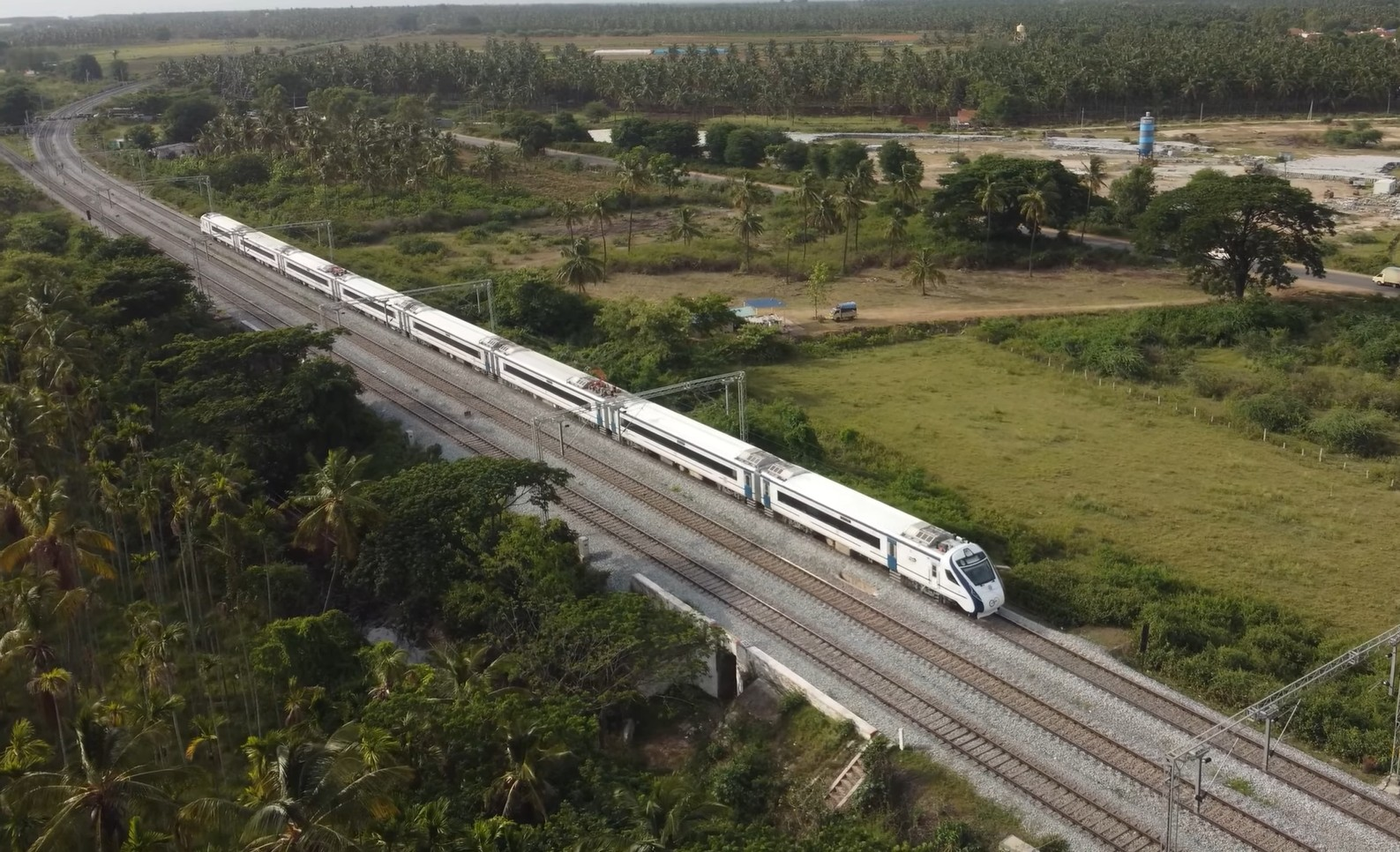
8両編成（2023年撮影）
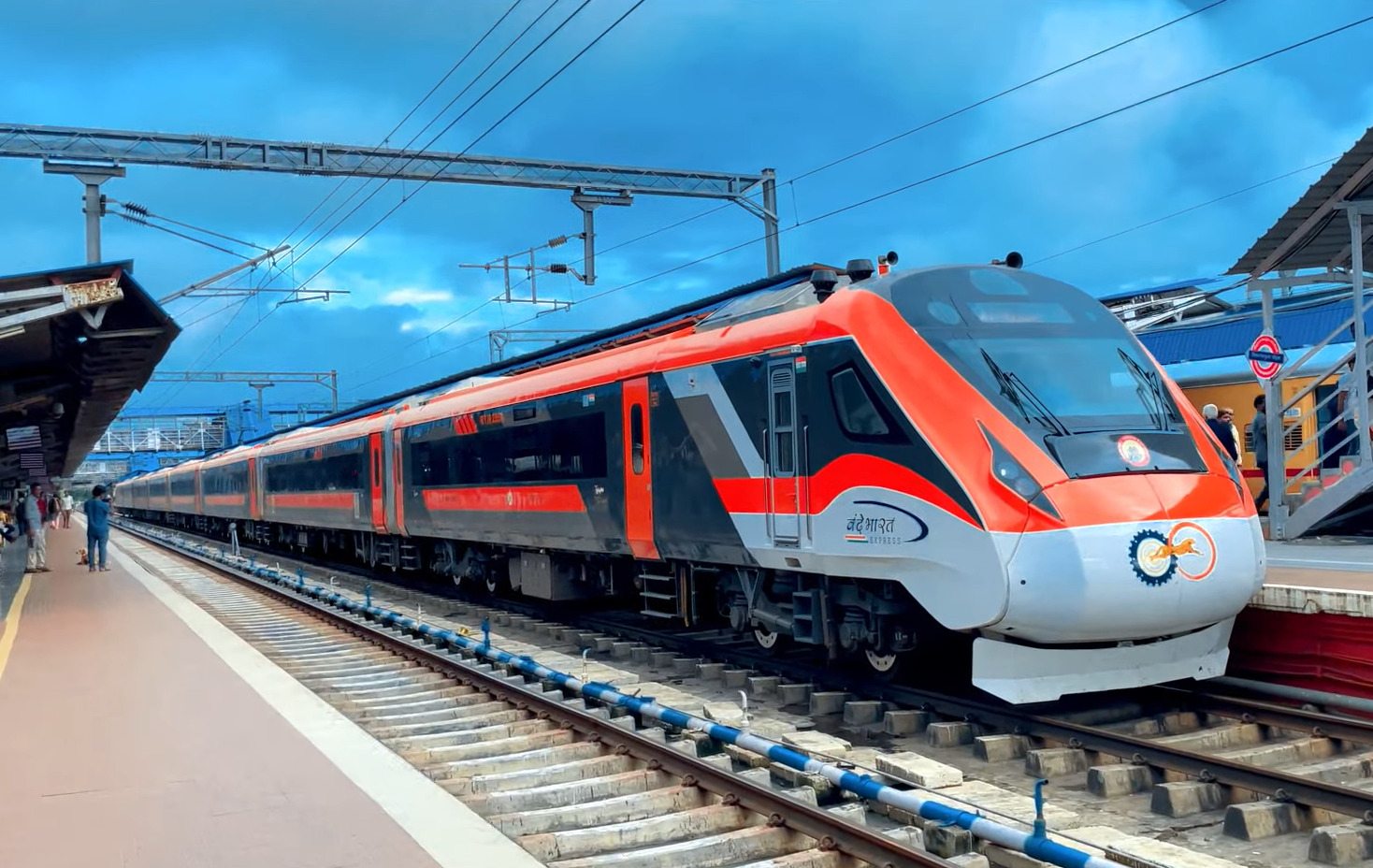
2023年以降に製造された車両は塗装が変更されている（2023年撮影）

## 車内設備
ヴァンデ・バーラト急行の座席は3＋2人掛けの「エコノミークラス」とも呼ばれる普通座席（AC Chair、Economy Class）と特別料金が必要な2＋2人掛けの「エグゼクティブクラス」（Executive Class）の2種類が存在している。車内は全車とも冷房が完備されている他、各座席には充電用のコンセント、読書灯（エグゼクティブクラス）が設置されている。また、安全対策のための監視カメラが各車両に搭載されている。トイレは匂いを抑えた最新鋭の吸引式バイオトイレが用いられている。編成には食堂車が連結されていないが食事のケータリングサービスが実施されており、車内での注文よりも事前に予約する方が安価となっている。

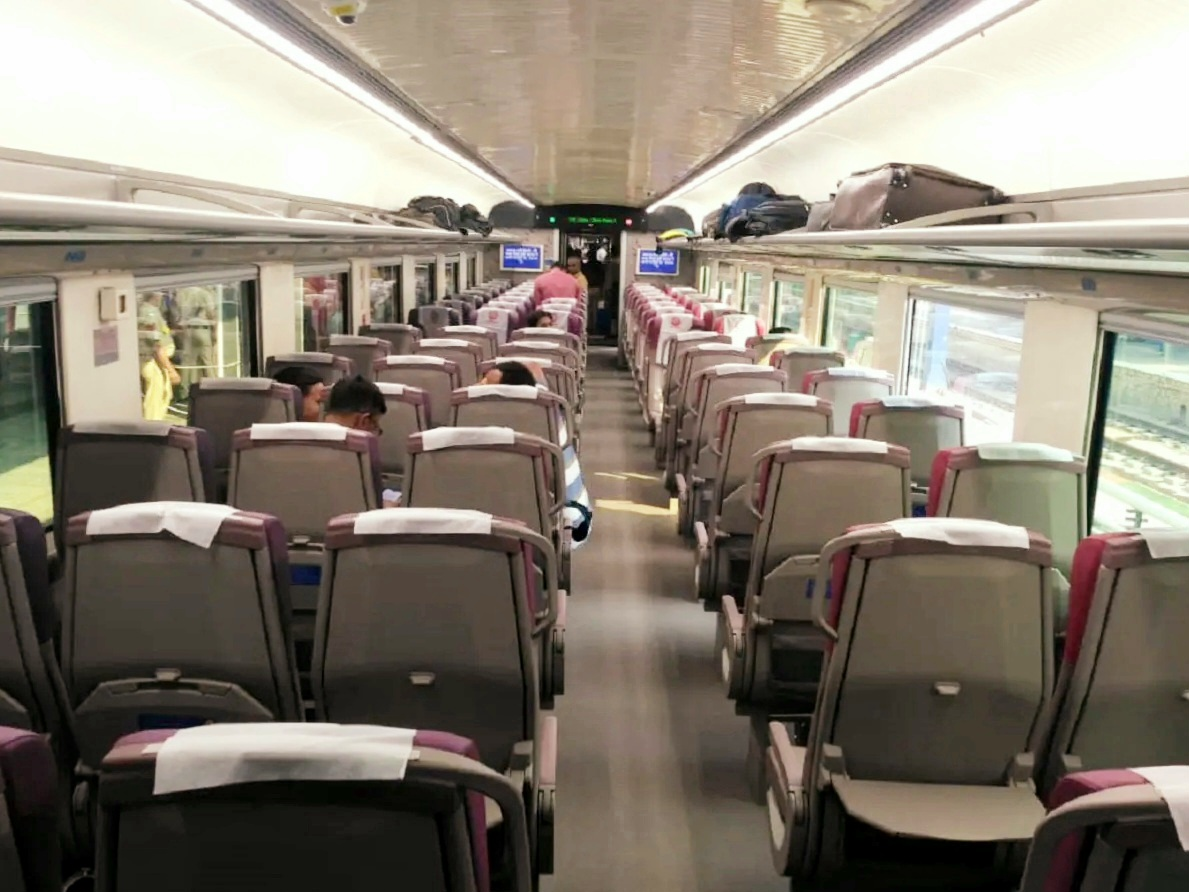
車内（エコノミークラス座席）
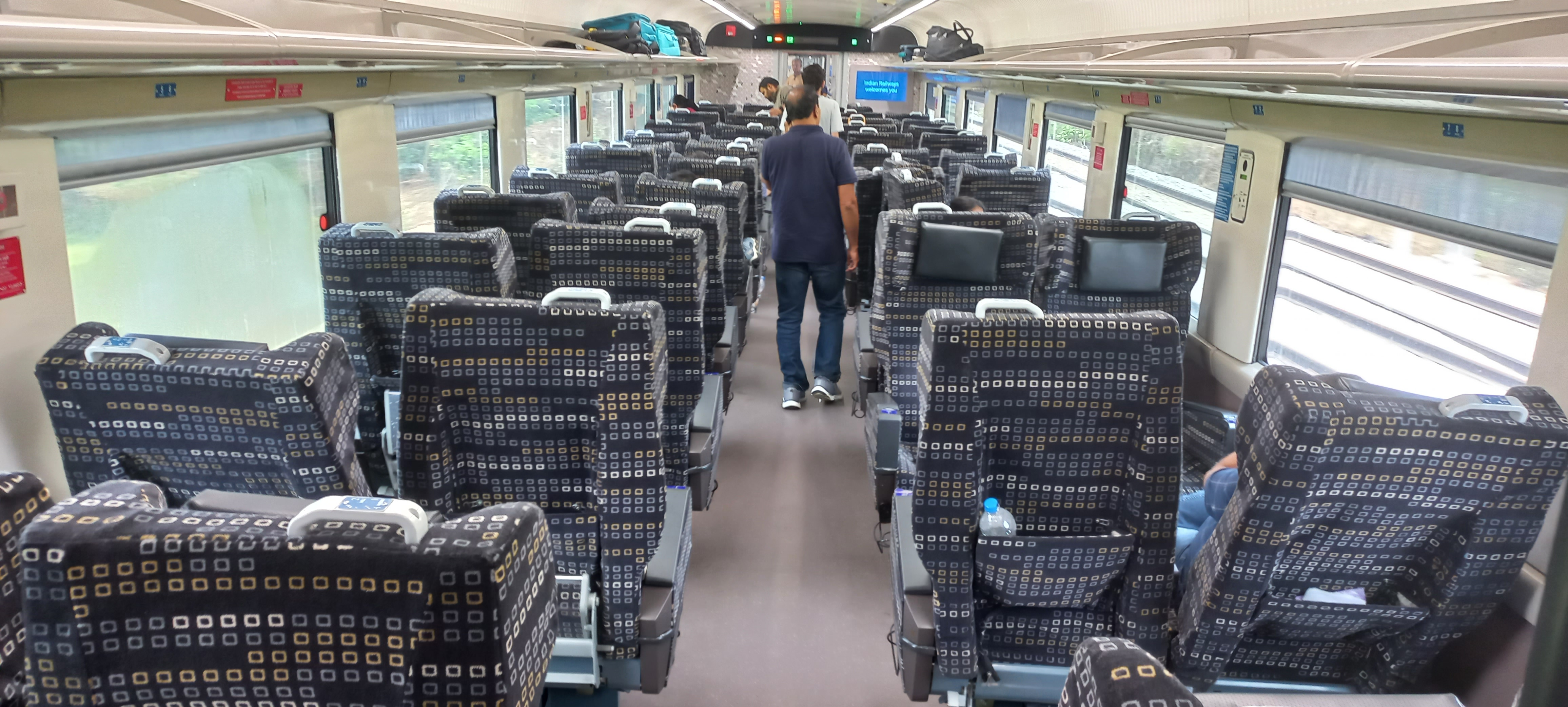
車内（エグゼクティブクラス座席）
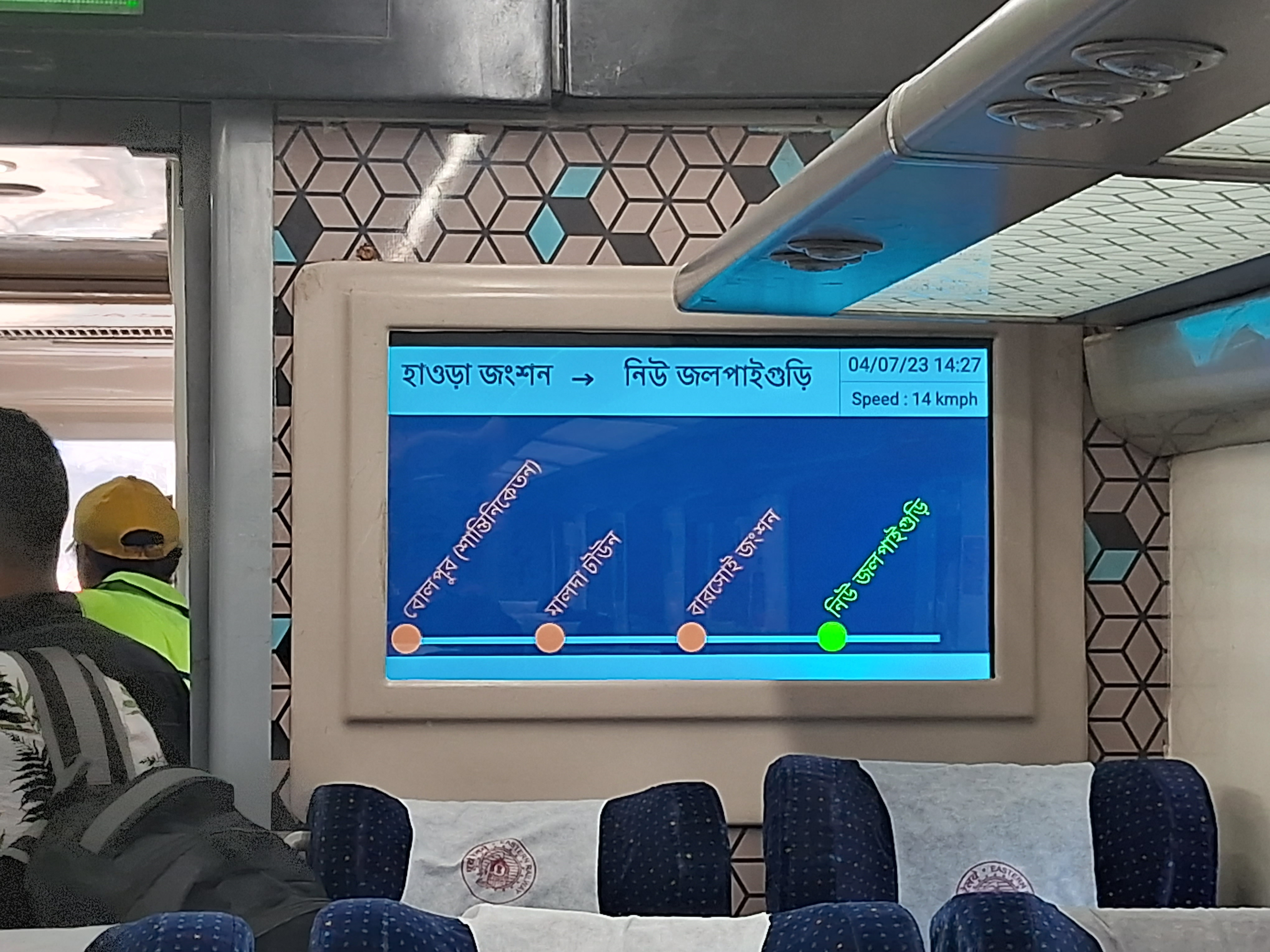
大型画面を用いた情報案内装置
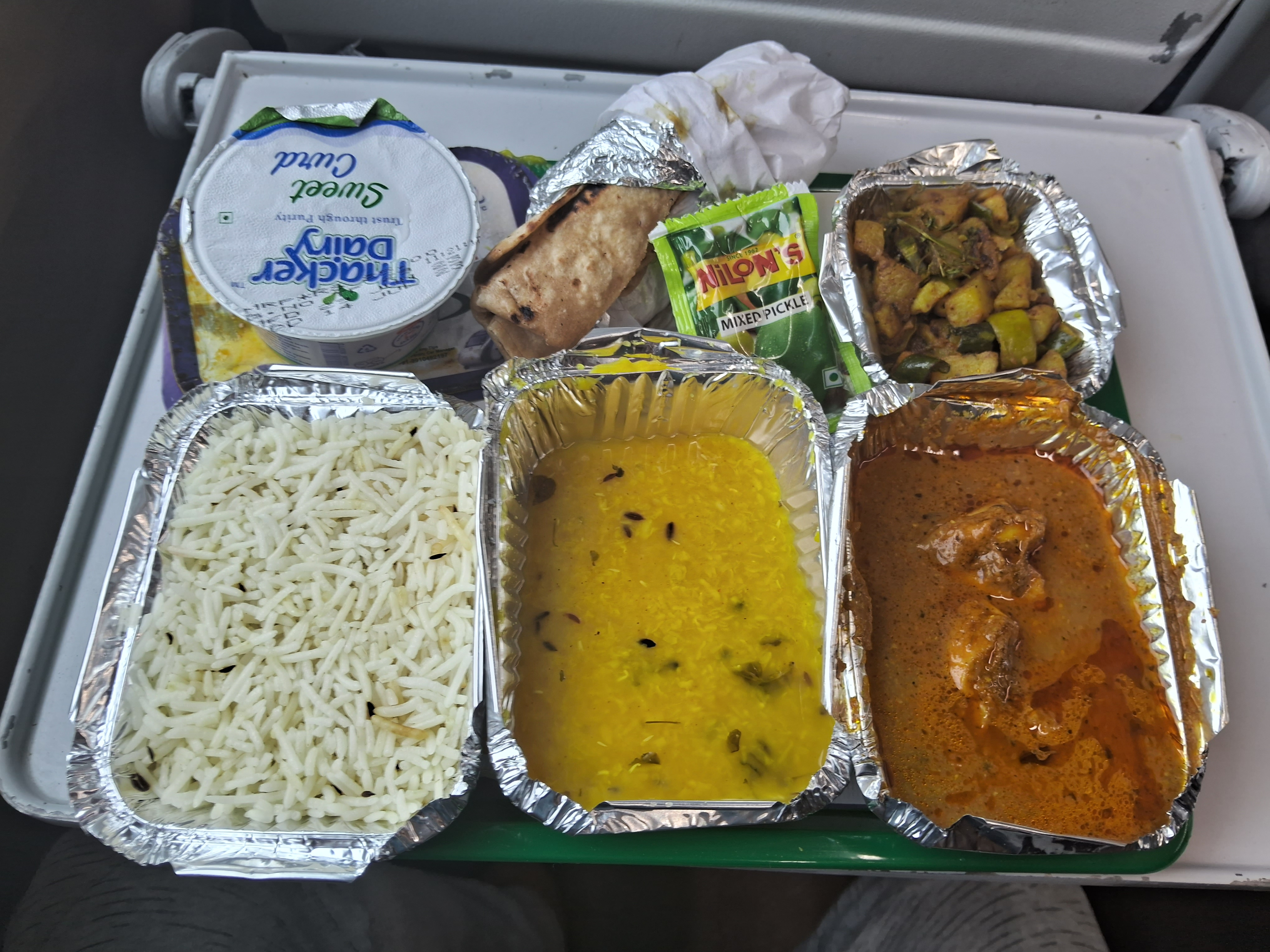
車内の食事の一例

## 列車

ヴァンデ・バーラト急行の路線図
（2023年4月時点）

2019年2月に営業運転を開始したニューデリー-ヴァーラーナシー・ヴァンデ・バーラト急行以降、「ヴァンデ・バーラト急行」はインド各地の主要都市を結ぶ列車として多数登場しており、その運行範囲は2024年現在も拡大している。2024年9月時点で「ヴァンデ・バーラト急行」は以下の列車が設定されている他、複数の区間で導入を予定している。線路状態の関係から大半の列車は最高速度が110 km/h - 130 km/hに制限されているが、ラニ・カマラパティ(ハビブガンジ)-ハズラト・ニザームッディーン・ヴァンデ・バーラト急行を始めとした一部列車は最速となる160 km/hでの運行を実施している。
- ニューデリー-ヴァーラーナシー・ヴァンデ・バーラト急行（New Delhi–Varanasi Vande Bharat Express）
- ニューデリー-シュリ・マタ・ヴァイシュノ・デヴィ・カトラ・ヴァンデ・バーラト急行（New Delhi–Shri Mata Vaishno Devi Katra Vande Bharat Express）
- ムンバイ・セントラル-ガンディーナガル・キャピタル・ヴァンデ・バーラト急行（Mumbai Central–Gandhinagar Capital Vande Bharat Express）
- ニューデリー-アンブ・アンダウラ・ヴァンデ・バーラト急行（New Delhi–Amb Andaura Vande Bharat Express）
- MGRチェンナイ・セントラル-マイスール・ヴァンデ・バーラト急行（MGR Chennai Central–Mysuru Vande Bharat Express）
- ビラースプル-ナーグプル・ヴァンデ・バーラト急行（Bilaspur–Nagpur Vande Bharat Express|Bilaspur–Nagpur）
- ハウラー-ニュー・ジャルパイグリー・ヴァンデ・バーラト急行（Howrah–New Jalpaiguri Vande Bharat Express）
- ヴィシャーカパトナム-シカンダラーバード・ヴァンデ・バーラト急行（Visakhapatnam–Secunderabad Vande Bharat Express）
- ムンバイCSMT-ソーラープル・ヴァンデ・バーラト急行（Mumbai CSMT–Solapur Vande Bharat Express）
- ムンバイCSMT-サイナガール・シルディ・ヴァンデ・バーラト急行（Mumbai CSMT–Sainagar Shirdi Vande Bharat Express）
- ラニ・カマラパティ (ハビブガンジ)-ハズラト・ニザームッディーン・ヴァンデ・バーラト急行（Rani Kamalapati (Habibganj)–Hazrat Nizamuddin Vande Bharat Express）
- シカンダラーバード-ティルパティ・ヴァンデ・バーラト急行（Secunderabad–Tirupati Vande Bharat Express）
- MGRチェンナイ・セントラル-コーヤンブットゥール・ヴァンデ・バーラト急行（MGR Chennai Central–Coimbatore Vande Bharat Express）
- アジュメール-チャンディーガル・ヴァンデ・バーラト急行（Ajmer–Chandigarh Vande Bharat Express）
- カサラゴッド-ティルヴァナンタプラム・ヴァンデ・バーラト急行 (コッタヤム経由)（Kasaragod–Thiruvananthapuram Vande Bharat Express (via Kottayam)）
- ハウラー-プリー・ヴァンデ・バーラト急行（Howrah–Puri Vande Bharat Express）
- デヘラードゥーン-アナンド・ビハール・ターミナル・ヴァンデ・バーラト急行（Dehradun–Anand Vihar Terminal Vande Bharat Express）
- ニュー・ジャルパイグリー-ヴワーハーティー・ヴァンデ・バーラト急行（New Jalpaiguri–Guwahati Vande Bharat Express）
- ムンバイCSMT-マドガオン・ヴァンデ・バーラト急行（Mumbai CSMT–Madgaon Vande Bharat Express）
- パトナ-ラーンチー・ヴァンデ・バーラト急行（Patna–Ranchi Vande Bharat Express）
- KSRベンガルール-ダールワード・ヴァンデ・バーラト急行（KSR Bengaluru–Dharwad Vande Bharat Express）
- ラニ・カマラパティ (ハビブガンジ)-リーワー・ヴァンデ・バーラト急行（Rani Kamalapati (Habibganj)–Rewa Vande Bharat Express）
- インドール-ナーグプル・ヴァンデ・バーラト急行（Indore–Nagpur Vande Bharat Express）
- ジョードプル-サバルマティ (アフマダーバード)・ヴァンデ・バーラト急行（Jodhpur–Sabarmati (Ahmedabad) Vande Bharat Express）
- ゴーラクプル–プラヤーグラージ (イラーハーバード)・ヴァンデ・バーラト急行（Gorakhpur–Prayagraj (Allahabad) Vande Bharat Express）
- ウダイプル・シティ-ジャイプル・ヴァンデ・バーラト急行（英語版）（Udaipur City–Jaipur Vande Bharat Express） - ウダイプル・シティ-アーグラ・カントンメント・ヴァンデ・バーラト急行と車両を共有[22][23]
- MGRチェンナイ・セントラル-ヴィジャヤワーダ・ヴァンデ・バーラト急行（英語版）（MGR Chennai Central–Vijayawada Vande Bharat Express）
- チェンナイ・エグモア-ティルネルヴェーリ・ヴァンデ・バーラト急行（Chennai Egmore–Tirunelveli Vande Bharat Express）
- カチグダ-イェシュヴァントプール・ヴァンデ・バーラト急行（英語版）（Kacheguda–Yesvantpur Vande Bharat Express）
- パトナ-ハウラー・ヴァンデ・バーラト急行（英語版）（Patna–Howrah Vande Bharat Express）
- ラーンチー-ハウラー・ヴァンデ・バーラト急行（英語版）（Ranchi–Howrah Vande Bharat Express）
- プリー-ルルケラ・ヴァンデ・バーラト急行（英語版）（Puri–Rourkela Vande Bharat Express）
- マンガルール・セントラル-ティルヴァナンタプラム・ヴァンデ・バーラト急行 (アラップーザ経由)（Mangaluru Central–Thiruvananthapuram Vande Bharat Express (via Alappuzha)）
- アフマダーバード-オハ・ヴァンデ・バーラト急行（Ahmedabad–Okha Vande Bharat Express）
- ヴァーラーナシー-ニューデリー・ヴァンデ・バーラト急行（英語版）（Varanasi–New Delhi Vande Bharat Express）
- アナンド・ビハール・ターミナル-アヨーディヤー・カントンメント・ヴァンデ・バーラト急行（英語版）（Anand Vihar Terminal–Ayodhya Cantonment Vande Bharat Express）
- SMVDカトラ-ニューデリー・ヴァンデ・バーラト急行（英語版）（SMVD Katra–New Delhi Vande Bharat Express）
- アムリトサル-デリー・ジャンクション・ヴァンデ・バーラト急行（英語版）（Amritsar–Delhi Junction Vande Bharat Express）
- コーヤンブットゥール-ベンガルール・カントンメント・ヴァンデ・バーラト急行（英語版）（oimbatore–Bengaluru Cantonment Vande Bharat Express）
- マンガルール・セントラル-マドガオン・ヴァンデ・バーラト急行（英語版）（Mangaluru Central–Madgaon Vande Bharat Express）
- ジャールナー-ムンバイCSMT・ヴァンデ・バーラト急行（英語版）（Jalna–Mumbai CSMT Vande Bharat Express）
- カラブラギ (グルバルガ)-SMVTベンガルール・ヴァンデ・バーラト急行（英語版）（Kalaburagi (Gulbarga)–SMVT Bengaluru Vande Bharat Express）[24]
- ニュー・ジャルパイグリー-パトナ・ヴァンデ・バーラト急行（英語版）（New Jalpaiguri-Patna Vande Bharat Express）
- ラクナウ-デヘラードゥーン・ヴァンデ・バーラト急行（Lucknow-Dehradun Vande Bharat Express）[25]
- アフマダーバード-ムンバイ・セントラル・ヴァンデ・バーラト急行（Ahmedabad–Mumbai Central Vande Bharat Express）
- マイスール・ジャンクション-MGRチェンナイ・セントラル・ヴァンデ・バーラト急行（Mysuru Junction–MGR Chennai Central Vande Bharat Express）[26]
- ハズラト・ニザームッディーン-カジュラーホー・ヴァンデ・バーラト急行（Hazrat Nizamuddin–Khajuraho Vande Bharat Express）
- シカンダラーバード-ヴィシャーカパトナム・ヴァンデ・バーラト急行（英語版）（Secunderabad-Visakhapatnam Vande Bharat Express）
- ラーンチー-ヴァーランシー・ヴァンデ・バーラト急行（英語版）（Ranchi-Varanasi Vande Bharat Express）
- ブバネーシュワル-ヴィシャーカパトナム・ヴァンデ・バーラト急行（英語版）（Bhubaneswar–Visakhapatnam Vande Bharat Express）
- パトナ-ゴムティ・ナガー (ラクナウ)・ヴァンデ・バーラト急行（英語版）（Patna–Gomti Nagar (Lucknow) Vande Bharat Express）
- チェンナイ・エグモア-ナーガルコーイル・ジャンクション・ヴァンデ・バーラト急行（英語版）（Chennai Egmore–Nagercoil Junction Vande Bharat Express）[27][28]
- マドゥライ・ジャンクション-ベンガルール・カントンメント・ヴァンデ・バーラト急行（英語版）（Madurai Junction–Bengaluru Cantonment Vande Bharat Express）[27][28]
- メーラト・シティ-ラクナウ・チャルバーグ・ヴァンデ・バーラト急行（英語版）（Meerut City–Lucknow Charbagh Vande Bharat Express）[27]
- ウダイプル・シティ-アーグラ・カントンメント・ヴァンデ・バーラト急行（英語版）（Udaipur City–Agra Cantonment Vande Bharat Express） - ウダイプル・シティ-ジャイプル・ヴァンデ・バーラト急行と車両を共有[22][23]
- タタナガー-パトナ・ヴァンデ・バーラト急行（英語版）（Tatanagar–Patna Vande Bharat Express）
- タタナガー-ブラナプール・ヴァンデ・バーラト急行（英語版）（Tatanagar–Brahmapur Vande Bharat Express）
- ハウラー-ラーウルケーラー・ヴァンデ・バーラト急行（英語版）（Howrah–Rourkela Vande Bharat Express）
- ハウラー-ガヤー・ヴァンデ・バーラト急行（英語版）（Howrah–Gaya Vande Bharat Express）
- ハウラー-バーガルプル・ヴァンデ・バーラト急行（英語版）（Howrah–Bhagalpur Vande Bharat Express）[29]
- ヴァーラーナシー-デーオガル・ヴァンデ・バーラト急行（英語版）（Varanasi–Deoghar Vande Bharat Express）
- SSSフッバッリ-プネー・ヴァンデ・バーラト急行（SSS Hubballi–Pune Vande Bharat Express） - SCSMTコールハープル-プネー・ヴァンデ・バーラト急行と車両を共有[30]
- SCSMTコールハープル-プネー・ヴァンデ・バーラト急行（SCSMT Kolhapur–Pune Vande Bharat Express） - SSSフッバッリ-プネー・ヴァンデ・バーラト急行と車両を共有
- アーグラ・カントンメント-バナーラス・ヴァンデ・バーラト急行（英語版）（Agra Cantonment–Banaras Vande Bharat Express）
- ナーグプル-シカンダラーバード・ヴァンデ・バーラト急行（Nagpur–Secunderabad Vande Bharat Express）
- ドゥルグ-ヴィシャーカパトナム・ヴァンデ・バーラト急行（Durg–Visakhapatnam Vande Bharat Express）